# Суворовка (Калининградская область)
Суво́ровка (до 1946 — Веедерн (нем. Weedern)) — посёлок в Озёрском городском округе Калининградской области.

## История
В 1874 году Веедерн стал центром одноименного сельского округа, состоящего из 13 поместий и сельских общин, который до 1945 года входил в состав района Даркемен в административном округе Гумбиннен провинции Восточная Пруссия. 
В 1928 году Веедерн был включен в состав сельского муниципалитета Халльвишкен. После Второй мировой войны это место перешло к Советскому Союзу, в 1947 году посёлок получил русское название Суворовка и был отнесен к Багратионовскому сельскому совету Озерского района.
До 2014 года посёлок входил в состав Гавриловского сельского поселения.

## Население
| 1818 | 1863 | 1910 | 2002 | 2010 |
| ---- | ---- | ---- | ---- | ---- |
| 145  | ↗209 | ↘188 | ↗288 | ↘260 |